# Lesbos
Lesbos, nygrekiska Λέσβος/Lesvos, är en grekisk ö, belägen i Egeiska havet. Lesbos är den tredje största ön i Grekland och den åttonde största i Medelhavet. Dess areal är 1630 km² och kustlinjen är 320 kilometer lång. Lesbos har över 100 000 invånare, varav ca. en tredjedel lever i öns huvudstad Mytilene, på den sydostliga delen av ön. På Lesbos ligger också staden Plomari, vilken är känd för tillverkning av Ouzo. Ön är en populär semesterort. Bland sevärda naturfenomen finns den förstenade skogen. Poeten och nobelpristagaren Odysseus Elytis kom från Lesbos.
Enligt den grekiska mytologin hade ön en gud med samma namn som ön. Han var son till Lapithes. Han skall på uppmaning av oraklet i Delfi begett sig hit till ön och gift sig med prinsessan Methymna, och därmed gett ön dess namn.

## Historia
Omkring 3 200 f.Kr. finns spår av bosättningar på ön, bland annat vid Thermi. Eoliska greker invandrade till öarna omkring 1 200 f.Kr. Under 700- och 600-talen f.Kr. skapade sig Lesbos kolonier på fastlandet, bland annat Sigeion vid Hellespontens mynning.
Från 600-talet kallades ön Mytilene efter huvudorten och bestod då av ett flertal självständiga stadsstater. På grund av dess läge regerades Lesbos av perserna under 500- och 400-talet, men blev medlem av Attiska sjöförbundet 479 f.Kr. 428 bröt staterna på Lesbos, förutom staden Methymna på norra delen av ön med Aten och anslöt sig till peloponnesiska förbundet, varför Mytilene 427 f.Kr. intogs av atenarna, som delade upp ön under atenska klerucher (kolonier). 387 f.Kr. blev ön åter självständig, och slöt 334 f.Kr. förbund med Alexander den store. 267 kom Lesbos under ptolemeerna och blev 197 f.Kr. åter fritt.
Det var en välmående ö under antiken. På 600-talet f.Kr levde här historiens första kvinnliga poet Sapfo. I Sapfos dikter syns en mängd uttryck för kärlek gentemot andra kvinnor, detta är bakgrunden till att Lesbos gett upphov till benämningen för kvinnlig homosexualitet, lesbianism. Samtida med henne var Alkaios, en annan antik poet. Filosofen Theofrastos föddes här på 300-talet f.Kr. Under samma århundrade grundade den kände filosofen Epikuros en skola på ön.
Romarna invaderade på 100-talet f.Kr. och arkeologiska lämningar vittnar om att många rika romare hade villor på ön. Efter Romerska riket övergick det till det Bysantinska riket. 
Genueserna tog ön efter Konstantinopels och det bysantinska rikets fall i början av 1200-talet; ön var en vasall under det Latinska kejsardömet 1204-1224 och sedan åter av Bysans. Det styrdes som en självständig vasallstat av familjen Gattilusio 1354-1462 innan turkarna kom på 1400-talet.
Grekiska frihetskriget bröt ut år 1821 och 91 år senare blev ön befriad.